# Gardenia transvenulosa
Gardenia transvenulosa är en måreväxtart som beskrevs av Bernard Verdcourt. Gardenia transvenulosa ingår i släktet Gardenia och familjen måreväxter. Inga underarter finns listade i Catalogue of Life.